# Echinodorus argentinensis
El cucharero, calita o aguapé (Echinodorus argentinensis),  es una especie de planta acuática herbácea. 

## Descripción
Hojas emergidas, erectas, peciolo largo, 8-12 dm de largo. Láminas ovadas, con el tope cortamente acuminado, base abrupta, o regularmente oval, 15–26 cm x 7-15 cm de ancho con 7-13 venas y líneas pelucidas. 
Varas erecta, 9-15 dm largo, con inconspicuas verrugas, inflorescencia paniculada, 5-12 ramitas con 6-12 flores  cada una. Brácteas cortas o más largas que los pedicelos. Pedicelos de 1-2,5 cm de largo, sépalos anchos, ovados, 4–6 mm de largo, pétalos blancos, corola de 3–4 cm de diámetro. Estambres usualmente 24.  Fruto globular, con aquenios comprimidos, de 3 mm de largo x 1 mm ancho.

## Distribución
Sur de Brasil, Uruguay ,Paraguay y Argentina

## Cultivo
Necesita un suelo profundo, rico, buena luz. Y Tº subtropical a tropicales. Con fuerte crecimiento, demasiado grande para el promedio de acuario, por lo que muchas hojas terminan creciendo fuera del agua. En la naturaleza crece en pantanales a lo largo de los ríos. 
Rataj reporta híbridos con E. grandiflorus y E. longiscapus.  
Se puede suplementar con hierro y CO2 si es posible. Prefiere agua blanda a la dura.
Florece mejor con agua fresca y condiciones de días cortos.

## Formas
Cuando esta especie se localiza en las zonas más cálidas, en lugares donde los ríos y arroyos con sus crecientes y bajantes mantienen áreas temporalmente cubiertas de aguas poco profundas,  se designa como Echinodorus argentinensis forma grandiflorus. Durante períodos de sequía muy largos en esas zonas, las hojas adquieren un color amarronado, se hacen más duras y se cubren con una pátina impermeable que evita la deshidratación. Estas características que habían sido descritas como propias de una especie, hoy se sabe que son características con que la misma especie se adapta a condiciones distintas.